# Stazione di Canistro
Stazione di Canistro vasútállomás Olaszországban, Canistro településen.

## Vasútvonalak
Az állomást az alábbi vasútvonalak érintik:
- Avezzano–Roccasecca-vasútvonal

## Kapcsolódó állomások
A vasútállomáshoz az alábbi állomások vannak a legközelebb:
- Stazione di Pescocanale
- Stazione di Civitella Roveto